# Valentin Ferron
Valentin Ferron, (n. 8 de fevereiro de 1998), é um ciclista francês. Passou a profissional nas fileiras da equipa Direct Énergie a partir de 1 de agosto de 2020.

## Biografia
Valentin Ferron começa o ciclismo à idade de seis anos. Rapidamente, apanha o UV Poitiers, com o qual corre nas categorias de jovens.

## Palmarés

### Palmarés amador
| - 2016 - Troféu da cidade de Châtellerault - Prêmio do Conselho geral de Ardèche - Prêmio da cidade de Aubenas - Tour do Canto de Montguyon - Tour do Morbihan Juniores - 3.º da Tour de Haute-Autriche juniors - 2017 - Circuito Rance Émeraude - 2018 - Boucles de L'Essor. - 1.ª etapa do Circuito des Plages Vendéennes - Souvenir Georges-Dumas - 3.º do Circuito de l'Essor | - 2019 - Campeão dos Países de Loira - 1.ª etapa do Tour Nivernais Morvan - Contrarrelógio do Rouillacais - Grande Prêmio de Plouay amadoras - 2.º do Circuito du Mené - 2.º do Prêmio Marcel-Bergereau - 3.º de Manche-Atlantique - 3.º do Grande Prêmio de Buxerolles |

### Palmarés profissional
- 2019
  - 2.º da Polynormande

#### Volta a Espanha
1 participação
- 2020 : 87.º